# Гаетано К'явері
Гаетано К'явері (італ. Gaetano Chiaveri; 1689, Рим — 5 березня 1770, Фоліньйо) — італійський мандрівний архітектор XVIII століття, що працював в Італії, у Російській імперії, в Речі Посполитій та в Саксонії.

## Біографія
Народився у Римі. Там же пройшов школу будівельної майстерності. В літературі зустрічається думка, що він продовжував лінію барокової архітектури, запропоновану Лоренцо Берніні. Аналіз проєктів Гаетано К'явері доводить, що він як фаховий архітектор продовжував не стільки лінію Лоренцо Берніні, аматора в архітектурі, а лінію Франческо Борроміні, віртуоза римської барокової архітектури[джерело?].

## Праця в Російській імперії
Вважають, що Гаетано К'явері 1717 року прибув у Санкт-Петербург. Практика була для того часу звичною, відомо, що за запрошенням у місто прибуло декілька римських архітекторів (Ніколо Мікетті), а також італомовних архітекторів й будівельників з інших міст й держав (Доменіко Трезіні, Джованні Маріо Фонтана. Карло Бартоломео Растреллі).
В період праці в новій столиці Гаетано К'явері показав себе як фаховий архітектор високого щаблю. Так, по смерті архітектора Маттарнові він очолив будівництво велетенської споруди Кунсткамери та Бібліотеки російської Академії наук, де працював також як дизайнер барокових інтер'єрів.
За проєктом К'явері в селі Коростині на Новгородщині вибудували церкву Успіння Богородиці з хвилястим головним фасадом, що привнесло в провінційну архітектуру знахідки архітектурної практики Франческо Борроміні, запропоновану останнім в римській церкві Сан Карло алле Кватро Фонтане.
Другий масштабний проєкт, до котрого залучили Гаетано К'явері — будівництво палацу Кадріорг у місті Таллінн, де створювали нову парадну резиденцію для імператора Петра І.

## У Варшаві

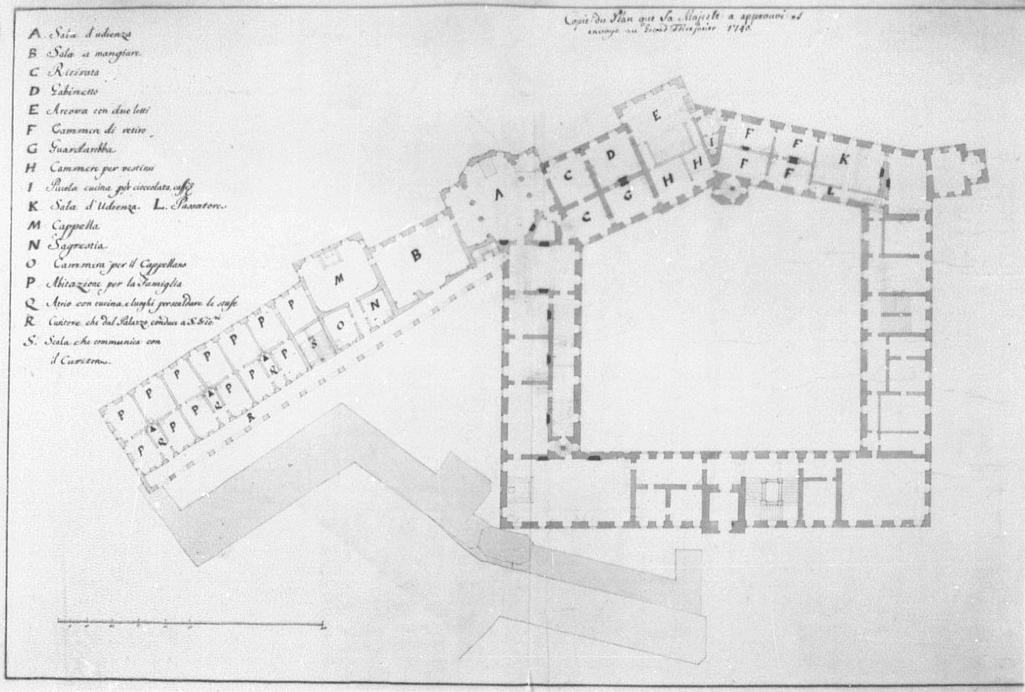
Гаетано К'явері. Королівський замок з бароковим корпусом, поземний план.

Якщо в Російській імперії він працював у пістрявій атмосфері середньовічної тоді російської архітектури і імпульсів нової стилістики різних країн (від Голландії, Швейцарії, Німеччини до Італії), у Варшаві він працював в звичній для нього атмосфері західноєвропейської архітектури з її економією будівельних матеріалів й тіснявою міської забудови, що спонукало до віртуозного планування та будівництва з урахуванням старої забудови.
Гаетано К'явері запропонував прибудувати до старовинного Королівського замку новий бароковий корпус, що не руйнував старовинного комплексу будівель навколо п'ятикутного внутрішнього двору, а був лише його продовженням. При цьому він використав доволі типове розпланування тричастинного князівського палацу (пишний центральний ризаліт та два бічних), створивши таким чином новий парадний фасад Королівського замку Варшави. Центральна вісь барокового палацу К'явері виходила зі старовинного корпусу по діагоналі. В бароковому стилі були декоровані і зали нового крила, замінені пізніше на пишні оздоби палацового класицизму.

## Праця в Дрездені
1730 року він прибув у Дрезден, де працював за замовленнями курфюрста. Для нового покровителя від створив проєкт нового палацу, а також проєкт палацу для принца-спадкоємця.
Новий масштабний проєкт, до котрого залучили Гаетано К'явері, було створення католицької припалацової церкви. Розташована неподалік від пишного комплексу Цвінгер, припалацова церква мала бути такою ж пишною й зовні розкішною. В основу проєкту було покладено широку головну наву із напівциркульними кінцями. В одному навіциркулі був головний вівтар храму, до другого була прибудована храмова дзвіниця з пишним парадним входом. Дзвіниця припалацової церкви стала черговою висотною домінантою в силуеті Дрездена.
Церква мала всефасадність (її можна було обійти навкруги), що було нечастим рішенням архітектурного об'єкту для земель Німеччини. Барокова стилістика палацової церкви дозволила надзвичайно пишно декорувати всі фасади церкви, де виважено використані пілястри, напівколони, барокова лиштва великих вікон, численна скульптура.
Масштабність робіт примусила запросити в Дрезден на будівництво й створення декору та скульптур численну бригаду майстрів з Італії.

## Останні роки і смерть
Він повернувся до Італії ще до закінчення будівництва у Дрездені. Доживав віку в місті Фоліньо. Помер в березні 1770 року.

## Неповний перелік творів
- Проєкт інтер'єрів Кунсткамери, Санкт-Петербург
- Палац Кадріорг, Таллінн
- Проєкт, Церква Успіння Богородиці, село Коростинь, нині Новгородська область
- Королівський замок, барокове крило, Варшава
- Придворна церква, Дрезден
- Проєкт палацу для сина курфюрста, Дрезден
- Проєкт палацу для курфюрста у Дрездені (не реалізовано)

## Обрані твори (галерея)

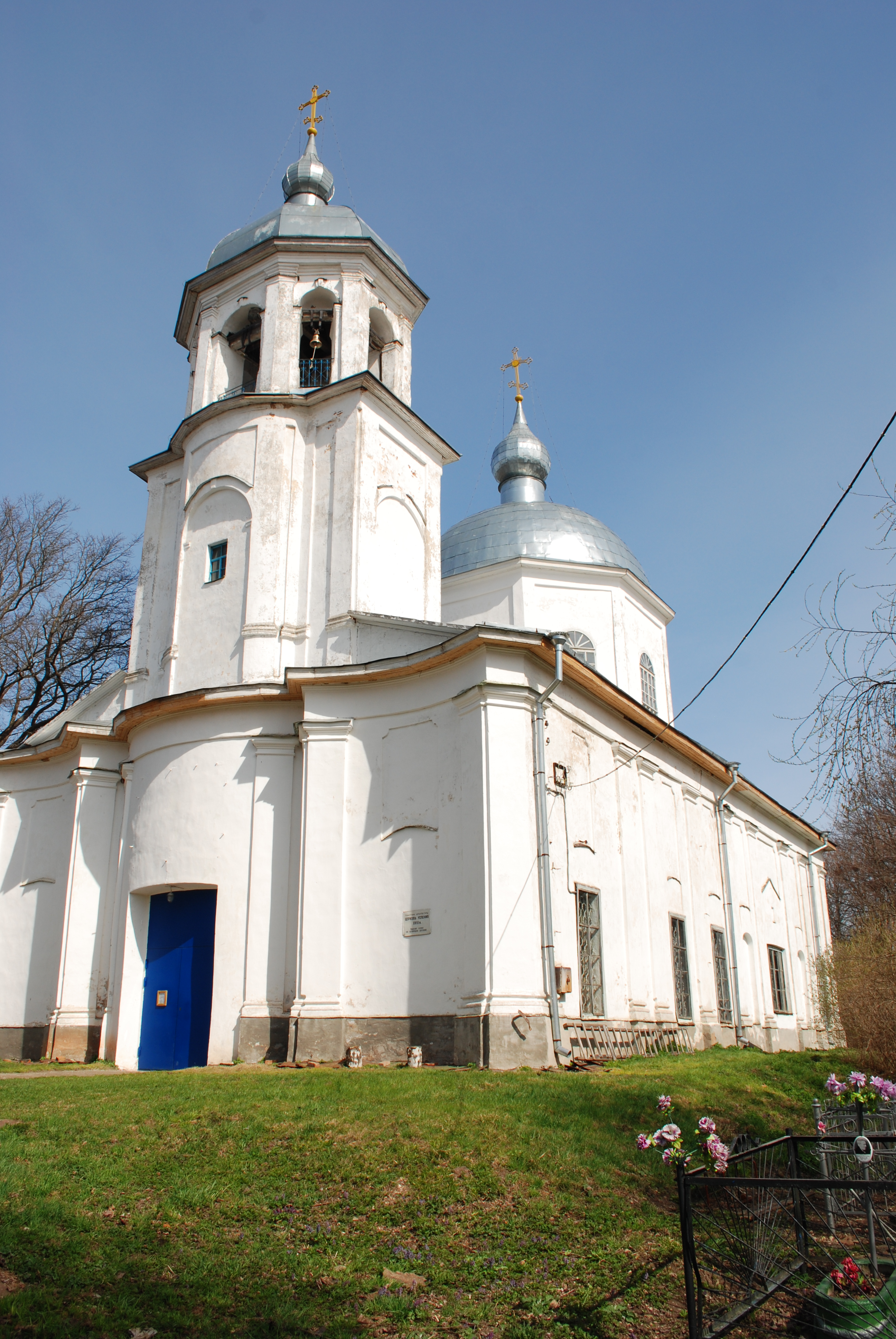
церква Успіння Богородиці (проєкт для села Коростинь, нині Новгородська обл.)
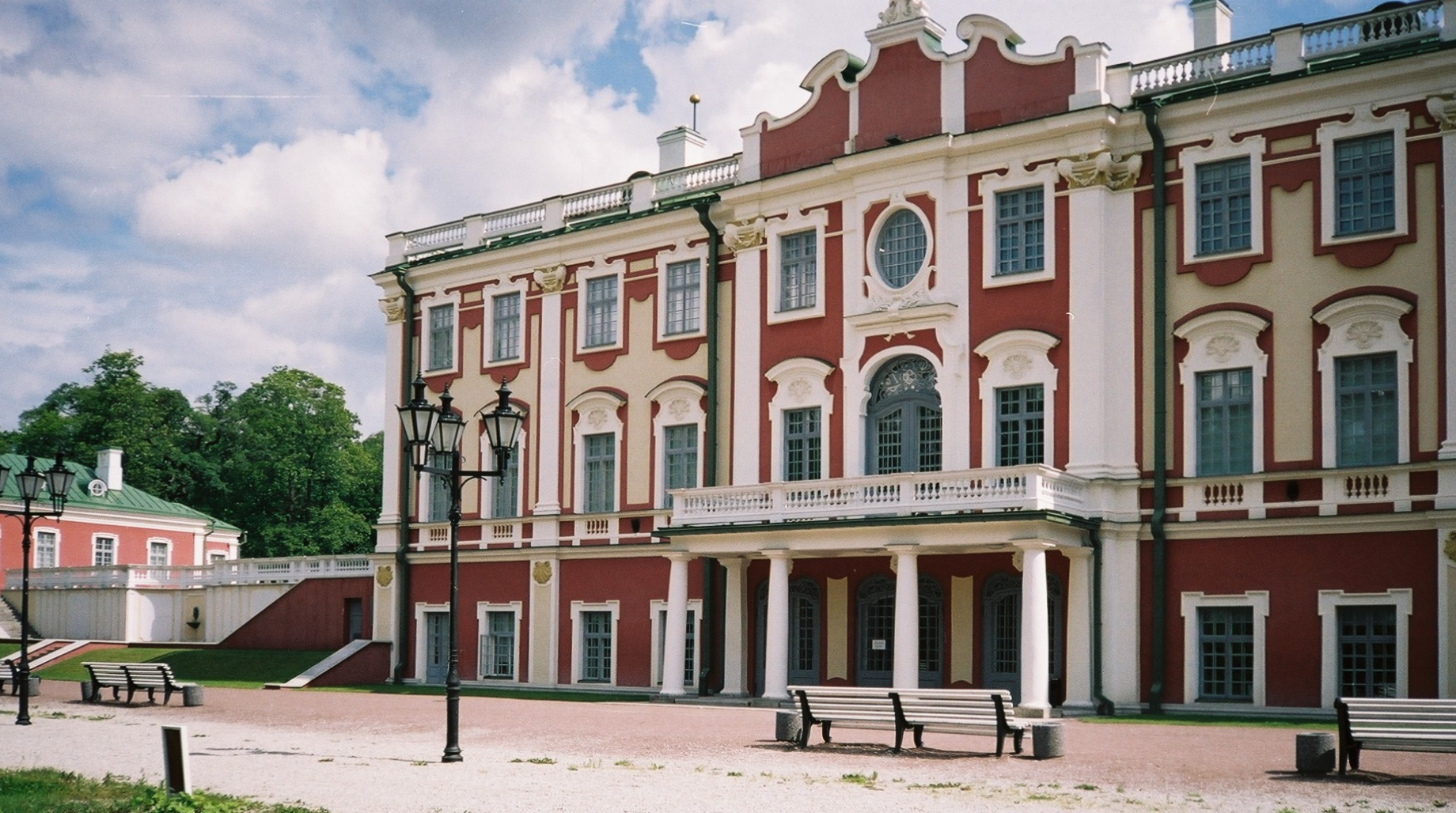
Палац Кадріорг (головний фасад на місто), Таллінн
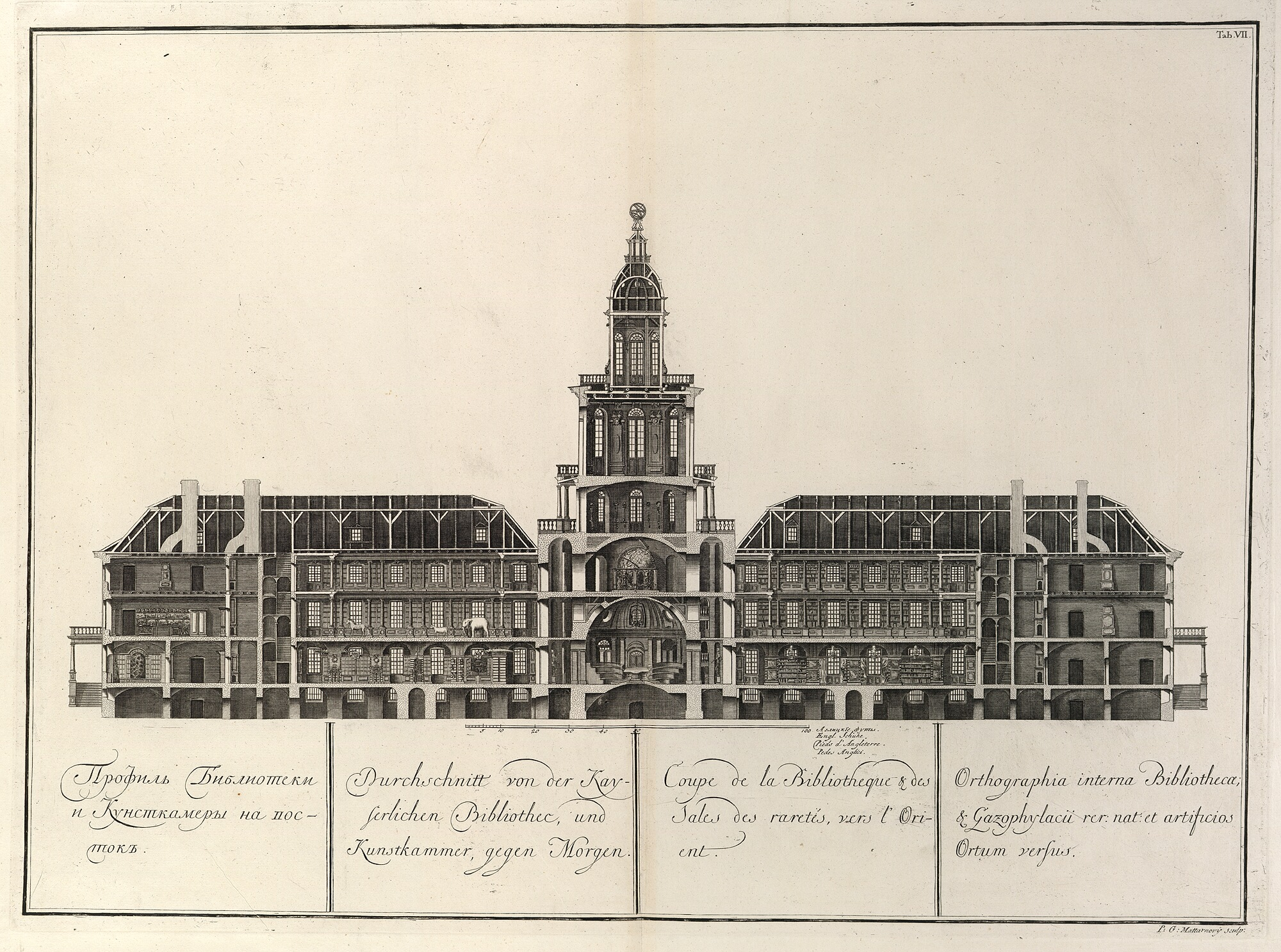
Арх. Маттарнові. Кунсткамера та Бібліотека академії наук (проєкт), по смерті Маттарнові на будівництві працював Гаетано Кьявері
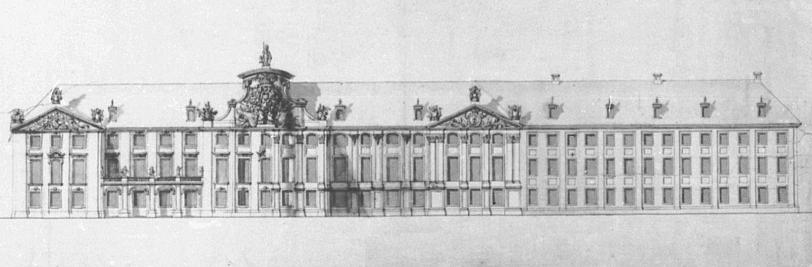
Гаетано Кьявері. Проєкт барокового крила Королівського замку у Варшаві.
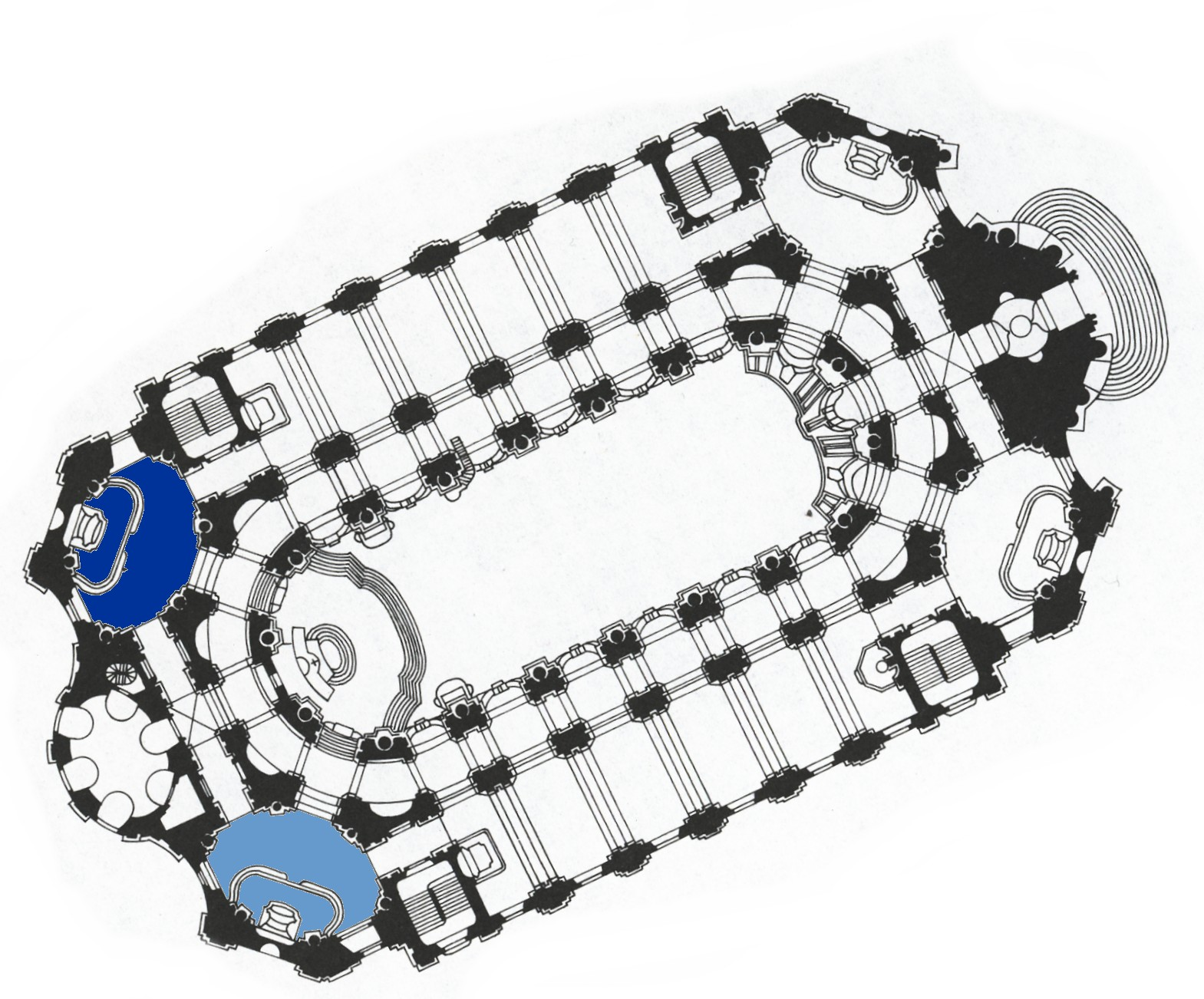
Католицька припалацова церква, Дрезден. Поземний план
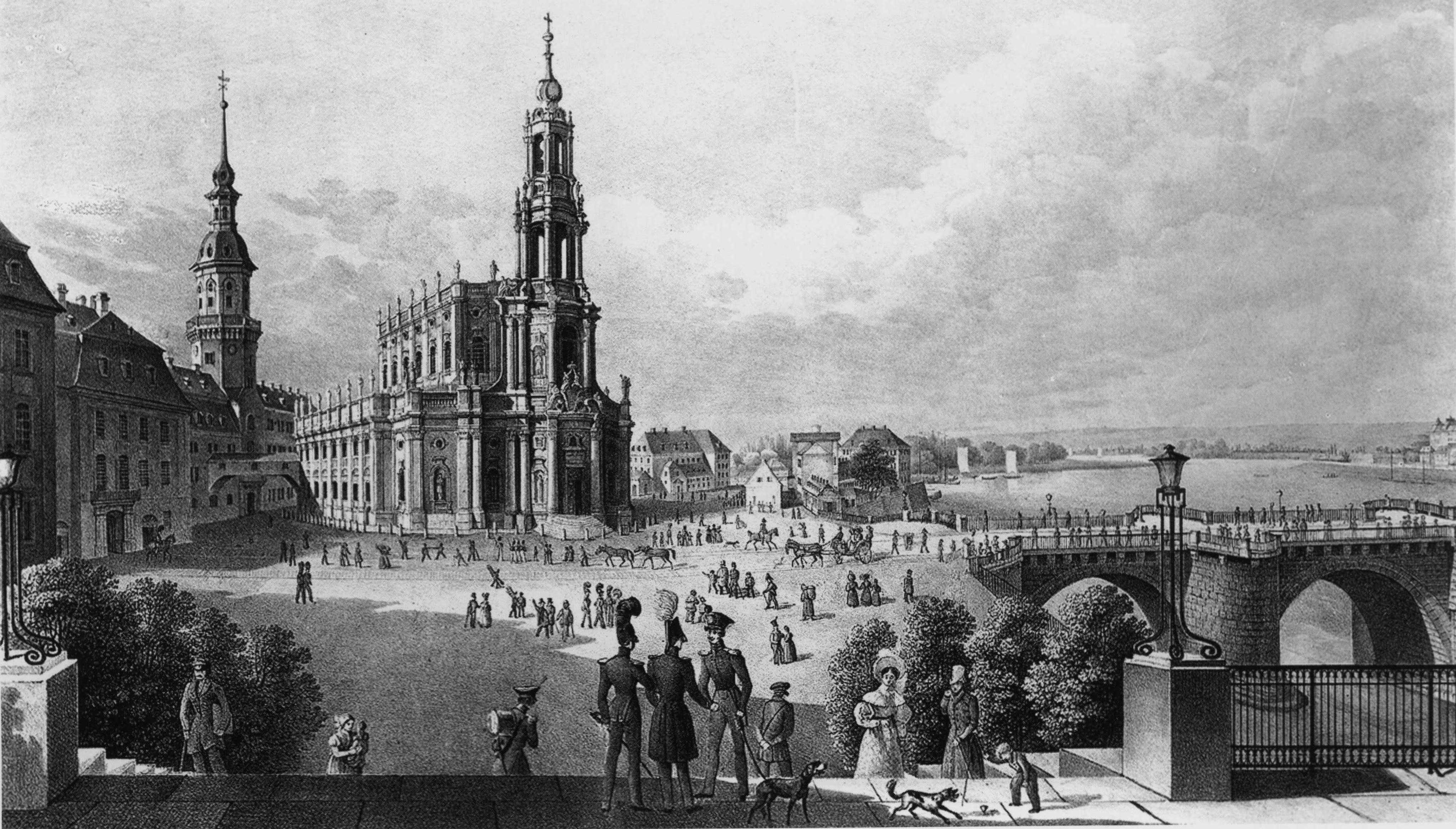
Католицька припалацова церква, Дрезден.